# Rambla de Gérgal (periodiskt vattendrag i Spanien, lat 36,97, long -2,54)
Rambla de Gérgal är ett periodiskt vattendrag i Spanien.   Det ligger i provinsen Provincia de Almería och regionen Andalusien, i den södra delen av landet, 400 km söder om huvudstaden Madrid.